# Orbită circulară
O orbită circulară este o orbită a cărei traiectorie este circulară. 
Toți parametrii scalari ai acestei orbite sunt constanți, adică modulul vitezei, viteza unghiulară, energie potențială și energia cinetică. Ea nu are nici apogeu, nici perigeu.